# Campionati canadesi di sci alpino 2021
I Campionati canadesi di sci alpino 2021 si sono svolti a Panorama dal 29 novembre al 1º dicembre; il programma ha incluso gare di slalom gigante e slalom speciale, sia maschili sia femminili. 
Trattandosi di competizioni valide anche ai fini del punteggio FIS, vi hanno potuto partecipare anche sciatori di altre federazioni, senza che questo consentisse loro di concorrere al titolo nazionale canadese. 

## Risultati

### Uomini

#### Slalom gigante
| Pos. | Atleta            | Nazione     | Tempo   |
| ---- | ----------------- | ----------- | ------- |
| 1    | Liam Wallace      | Canada      | 2:07,52 |
| 2    | Asher Jordan      | Canada      | 2:07,65 |
| 3    | Kyle Alexander    | Canada      | 2:08,76 |
| 4    | Sam Mulligan      | Canada      | 2:09,04 |
| 5    | Justin Alkier     | Canada      | 2:09,21 |
| 6    | Étienne Mazellier | Canada      | 2:09,53 |
| 7    | Simon Fournier    | Canada      | 2:09,67 |
| 8    | Hunter Brayton    | Stati Uniti | 2:09,85 |
| 9    | Jamie Casselman   | Canada      | 2:10,26 |
| 10   | Tiziano Gravier   | Argentina   | 2:10,29 |

Data: 1º dicembre

#### Slalom speciale
| Pos. | Atleta          | Nazione     | Tempo   |
| ---- | --------------- | ----------- | ------- |
| 1    | Liam Wallace    | Canada      | 1:51,46 |
| 2    | Asher Jordan    | Canada      | 1:52,38 |
| 3    | Justin Alkier   | Canada      | 1:53,35 |
| 4    | Simon Fournier  | Canada      | 1:53,92 |
| 5    | Kyle Alexander  | Canada      | 1:53,97 |
| 6    | Jamie Casselman | Canada      | 1:54,01 |
| 7    | Peter Fucigna   | Stati Uniti | 1:54,43 |
| 8    | Logan Dunn      | Canada      | 1:55,18 |
| 9    | Heming Sola     | Canada      | 1:55,40 |
| 10   | Tiziano Gravier | Argentina   | 1:56,36 |

Data: 29 novembre

### Donne

#### Slalom gigante
| Pos. | Atleta             | Nazione     | Tempo   |
| ---- | ------------------ | ----------- | ------- |
| 1    | Kiara Alexander    | Canada      | 2:09,57 |
| 2    | Justine Lamontagne | Canada      | 2:09,63 |
| 3    | Francesca Baruzzi  | Argentina   | 2:10,28 |
| 4    | Haley Cunningham   | Canada      | 2:10,65 |
| 5    | Avery Lebsack      | Canada      | 2:11,55 |
| 6    | Katrina Van Soest  | Canada      | 2:11,74 |
| 7    | Yui Ishizuka       | Giappone    | 2:12,21 |
| 8    | Cydnie Timmermann  | Canada      | 2:12,23 |
| 9    | Makenna Lebsack    | Canada      | 2:12,24 |
| 10   | Giselle Gorringe   | Regno Unito | 2:12,34 |

Data: 30 novembre

#### Slalom speciale
| Pos. | Atleta             | Nazione     | Tempo   |
| ---- | ------------------ | ----------- | ------- |
| 1    | Sarah Bennett      | Canada      | 1:49,74 |
| 2    | Kiara Alexander    | Canada      | 1:50,01 |
| 3    | Justine Lamontagne | Canada      | 1:52,16 |
| 4    | Konatsu Hasumi     | Giappone    | 1:53,59 |
| 5    | Avery Lebsack      | Canada      | 1:54,88 |
| 6    | Cydnie Timmermann  | Canada      | 1:55,29 |
| 7    | Makenna Lebsack    | Canada      | 1:55,92 |
| 8    | Sarah Brown        | Canada      | 1:55,92 |
| 9    | Yui Ishizuka       | Giappone    | 1:56,08 |
| 10   | Giselle Gorringe   | Regno Unito | 1:56,37 |

Data: 29 novembre